# شعار نيكاراغوا
تم اعتماد شعار النبالة في نيكاراغوا لأول مرة في 21 أغسطس 1823 م كشعار النبالة لأمريكا الوسطى، لكنه خضع لعدة تغييرات على مدى التاريخ، حتى تم تقديم الإصدار الأخير ( اعتبارًا من عام 1999 ) في عام 1971 م.

## رمزية الشعار
المثلث يدل على المساواة، قوس قزح يدل على السلام، (gorro frigio) غطاء فريجيان يرمز إلى الحرية والبراكين الخمسة تعبر عن الاتحاد والأخوة بين جميع دول أمريكا الوسطى الخمسة. وأخيرًا الكلمات الذهبية المحيطة بالشعار: Republica de Nicaragua - America Central (جمهورية نيكاراغوا - أمريكا الوسطى).

## معرض صور

شعار النبالة لمقاطعات أمريكا الوسطى المتحدة (1823-1825)
شعار جمهورية أمريكا الوسطى الفيدرالية (1825-1842)
شعار النبالة لجمهورية أمريكا الوسطى الكبرى (1895-1898).
شعار النبالة لنيكاراغوا (1854)
شعار النبالة لنيكاراغوا (1880-1908)
شعار النبالة لنيكاراغوا (1908-1971)
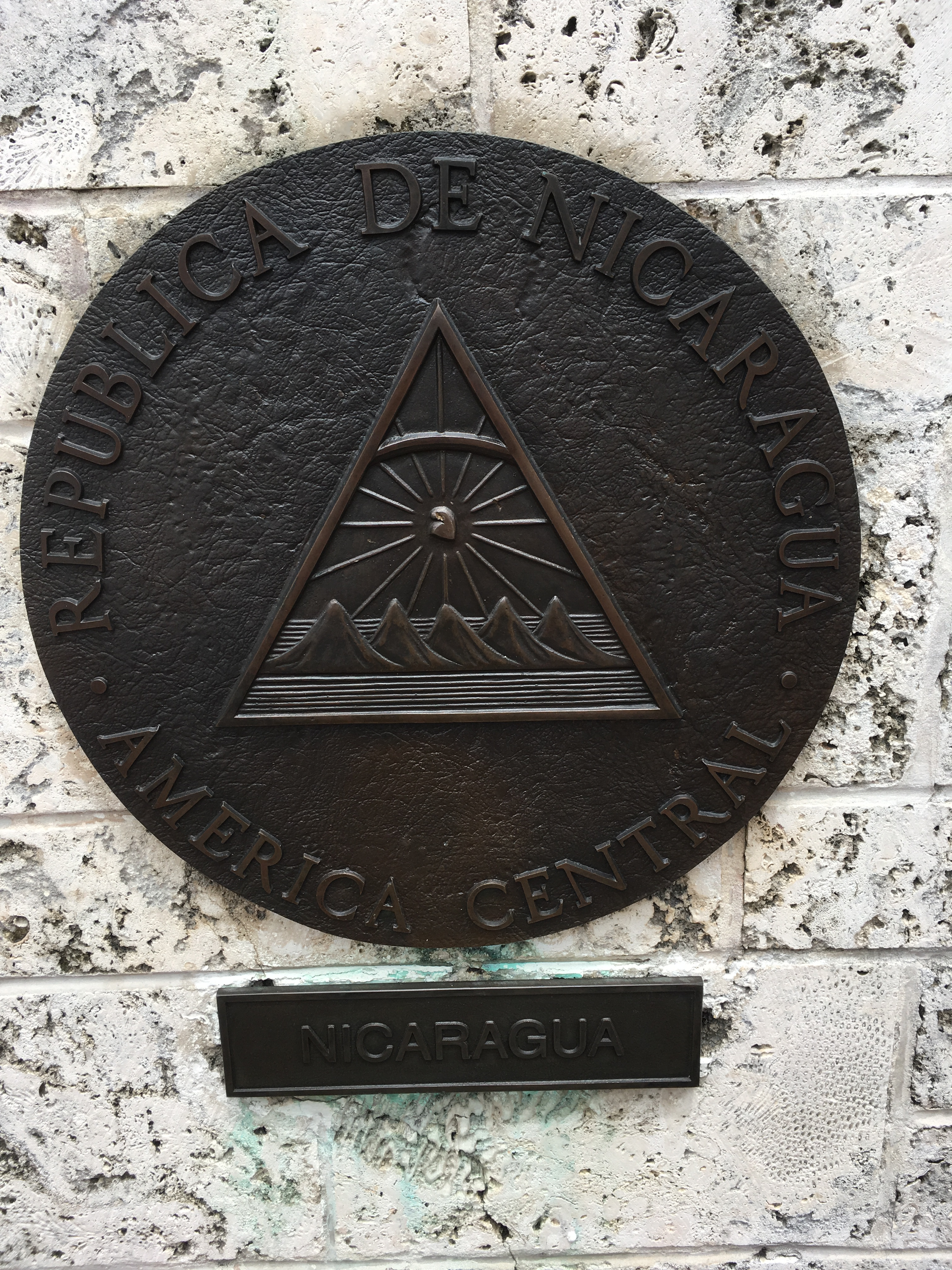
نسخة ما قبل عام 1971 للأسلحة كما تم تصويرها في متحف شعلة الصداقة ، ميامي (1960)
ختم شرطة نيكاراغوا.

## روابط خارجية
- www.atlasgeo.net

قالب:National Symbols of Nicaragua